# 232
Cette page concerne l'année 232  du calendrier julien. Pour l'année 232 av. J.-C., voir 232 av. J.-C. Pour le nombre 232, voir 232 (nombre).
L'année 232 est une année bissextile qui commence un dimanche.

## Événements
- Été : Sévère Alexandre envoie trois armées contre les Perses qui ont envahi la Mésopotamie romaine ; l'une envahit l'Atropatène au nord-est par l'Arménie, la seconde passe au sud-est par la vallée de l'Euphrate, la troisième, dirigée par l'empereur lui-même, prend la route médiane vers Hatra. La stratégie fonctionne jusqu'à la défection de l'empereur, qui arrête sa progression sans entrer en pays ennemi pour appuyer les deux autres corps. L'armée du sud, isolée, est décimée par les Perses, tandis que le reste des troupes souffre de la chaleur et des maladies. Sévère Alexandre ordonne à l'armée du nord de se retirer sur la frontière et rentre à Antioche[1].
- Automne : de retour à Antioche, Sévère Alexandre apprend l'invasion de Germains sur le Rhin dans la région du Taunus vers Argentorate (Strasbourg) et en Rhétie sur le Haut-Danube[2].
- Hiver 232-233 : Ardachîr Ier, qui a probablement subi de lourdes pertes, licencie ses troupes sans profiter de son avantage. La province romaine de Mésopotamie est épargnée[1].

- Le futur empereur Maximin sert comme légat de la Legio II Traiana Fortis en Égypte[2].

## Naissances en 232
- 19 août : Marcus Aurelius Probus, empereur romain, né à Sirmium.

## Décès en 232
- Calépode, martyr chrétien.
- Démétrius, patriarche d'Alexandrie.